# Heinrich Bütefisch
Heinrich Wilhelm August Bütefisch (Hannover, 24 de fevereiro de 1894 – Essen, 13 de agosto de 1969) foi um químico alemão, membro do Conselho Diretor da IG Farben. Na Alemanha Nazista foi Wehrwirtschaftsführer. Foi condenado como criminoso de guerra durante os Processos de Guerra de Nuremberg.